# Adarnassé III d'Ibérie
Adarnassé III d'Ibérie (en géorgien : ადარნასე III) est un prince-primat d'Ibérie de la dynastie des Nersianides, régnant de 748 à 760.

## Biographie
Il est le fils de Nersès Ier Nersiani, duc d'Ibérie intérieure, et de son épouse, la troisième fille du prince Mirian Ier de Kakhétie. D'abord duc héréditaire (eristavi) d'Ibérie intérieure, il aurait succédé sur le trône d'Ibérie au prince gouaramide Gouaram III, dont le fils est son gendre.
Il porte le titre de curopalate d'Ibérie. Ce titre byzantin montre le degré d'influence de Constantinople en Géorgie, malgré une domination arabe. Il est mort en 760 et son fils Nersé lui succède.

## Famille et descendance
Adarnassé III d'Ibérie a épousé une noble géorgienne, dont il a eu deux enfants :
- Nersé, prince-primat d'Ibérie ;
- une fille, qui épouse Gouaram, fils de Gouaram III d'Ibérie.